# Municipio de Watertown (condado de Tuscola)
El municipio de Watertown (en inglés: Watertown Township) es un municipio ubicado en el condado de Tuscola en el estado estadounidense de Míchigan. En el año 2010 tenía una población de 2202 habitantes y una densidad poblacional de 25,81 personas por km².

## Geografía
El municipio de Watertown se encuentra ubicado en las coordenadas 43°16′44″N 83°24′33″O / 43.27889, -83.40917. Según la Oficina del Censo de los Estados Unidos, el municipio tiene una superficie total de 85.32 km², de la cual 84.25 km² corresponden a tierra firme y (1.26%) 1.07 km² es agua.

## Demografía
Según el censo de 2010, había 2202 personas residiendo en el municipio de Watertown. La densidad de población era de 25,81 hab./km². De los 2202 habitantes, el municipio de Watertown estaba compuesto por el 97.91% blancos, el 0.27% eran afroamericanos, el 1% eran amerindios, el 0.09% eran asiáticos, el 0.05% eran isleños del Pacífico, el 0.05% eran de otras razas y el 0.64% pertenecían a dos o más razas. Del total de la población el 0.77% eran hispanos o latinos de cualquier raza.